# Shay Facey
Shay Facey (Manchester, 1995. január 7. –) angol korosztályos válogatott labdarúgó, aki jelenleg a New York City játékosa kölcsönben a Manchester City csapatától.